# Die Höhle (Film)
Die Höhle (Originaltitel Kam motýli nelétají) ist ein Filmdrama von Roman Němec, das im Mai 2022 in die tschechischen Kinos kam.

## Handlung
Der 18-jährige Daniel ist wegen seiner lackierten Fingernägel und seiner Vorliebe für Oscar Wilde ein Außenseiter an der Schule in Kadaň. Auch sonst hält er Abstand zu anderen Menschen und hat keine Freunde. Widerwillig begibt er sich mit seinen Klassenkameraden auf einen Schulausflug. Als Daniel in dem riesigen Höhlensystem in eine Felsspalte stürzt, stolpert sein gutaussehender schwuler Sportlehrer Adam in dieselbe Spalte. Gemeinsam versuchen sie, einen Weg nach oben zu finden.

## Produktion

### Filmstab und Besetzung
Regie führte Roman Němec, der auch das Drehbuch schrieb. Es handelt sich nach den Kurzfilmen Oh My Guardian Angel und About a Father um sein Spielfilmdebüt.
Daniel Krejcík spielt Daniel, Jiří Vojta seinen Lehrer Adam und Jakub Krejča dessen Lebenspartner David. In weiteren Rollen sind Simona Babčáková und Anna Fixová als Adams Kolleginnen Zavadilová und Stehlíková und Jaroslav Dušek als Schulleiter zu sehen. Klára Melíšková spielt Daniels Mutter, Martin Myšička seinen Vater.

### Dreharbeiten

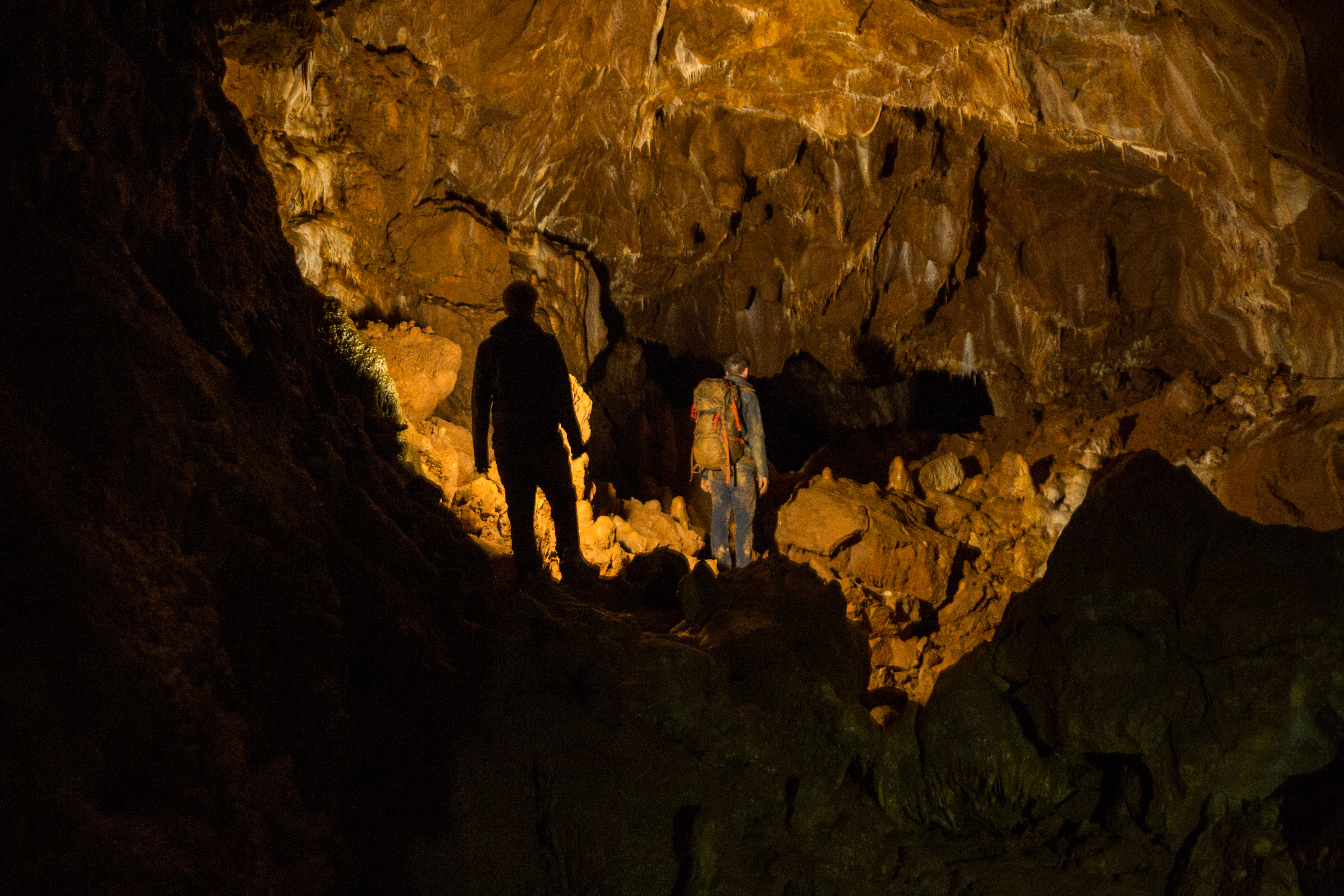
Die Dreharbeiten in den Javoříčské-Höhlen in der Nähe der Gemeinde Javoříčko

Die Dreharbeiten fanden in den Javoříčské-Höhlen statt, die teilweise für die Öffentlichkeit nicht zugänglich sind. Diese befinden sich in der Nähe der tschechischen Gemeinde Javoříčko in Mittelmähren in der Region Olmütz. Auch wenn die Klassenfahrt nach Mähren stattfindet, entstanden die Aufnahmen im Erzgebirge. Als Kameramänner fungierten Vojtěch Hrnčíř, Peter Beňa und Karel Pobříslo.

### Veröffentlichung
Der Film kam am 16. Mai 2022 in ausgewählte tschechische Kinos. Im Juni 2022 wurde er beim Frameline International LGBTQ Film Festival in San Francisco gezeigt. In Deutschland erschien Die Höhle am 3. November 2023 digital und auf DVD im Verleih von Salzgeber.

## Auszeichnungen
FilmOut San Diego 2022
- Auszeichnung mit dem FilmOut Programming Award (Roman Němec)[7][8]

Frameline International LGBTQ Film 2023
- Nominierung als Bester Film (Roman Němec)[2]